# Weilheimer Hefte zur Literatur
Die Weilheimer Hefte zur Literatur sind die Basis eines seit 1980 besonders erfolgreichen schulischen Leseförderungsprojekts. Sie werden von den Deutschlehrern am Gymnasium im oberbayerischen Weilheim herausgegeben, um Dichterlesungen vorzubereiten; sie enthalten (meistens auf 16 oder 24 Seiten) Proben aus dem Werk eines Schriftstellers und werden von den mehr als 1300 Schülern des Gymnasiums im Deutschunterricht gelesen, bevor der Autor nach Weilheim kommt. An den 110 Veranstaltungen seit 1980 nahmen mehr als 55.000 Zuhörer teil, etwa zur Hälfte Jugendliche. Dabei wurden mehr als 17.000 Bücher gekauft und signiert. Fast alle Veranstaltungen waren ausverkauft, weshalb sich das Projekt auch selbst trägt. „Die Atmosphäre, die Begeisterung, ja die Fröhlichkeit an Ihrer Schule haben mich tief beeindruckt und gerührt. Bei meinen über 800 Lesungen ist mir so etwas noch nicht vorgekommen.“ (Walter Kempowski, 1982) „Die Beschäftigung mit Literatur, wie sie in Weilheim stattfindet, ist beispielhaft.“ (Bundespräsident Horst Köhler am 13. Juni 2006)

## Geschichte

### 1980–1982
Das erste Weilheimer Heft – Ilse Aichinger: Gedichte und Prosa –, redigiert von Friedrich Denk, Peter Lippert und Thomas Schröer, erschien am 23. April 1980; die Lesung der Dichterin fand im überfüllten Musiksaal statt. Das zweite Heft war dem bayerischen Dichter Anton Neuhäusler alias Franz Ringseis gewidmet, der vormittags in der Turnhalle vorlas. Das dritte Heft – Hans Werner Richter: Chronist seiner Zeit – erschien im Oktober 1980 und enthielt Ausschnitte aus zehn Büchern des Gründers der Gruppe 47. Seine Lesung war die erste außerhalb des Unterrichts in der später sogenannten „literarischen“ Turnhalle und wurde zu einem vom Fernsehen dokumentierten überragenden Erfolg vor mehr als 500 Zuhörern: „So viel Begeisterung und Aufmerksamkeit, wie ich bei den Schülern in Weilheim gefunden habe, das hatte ich bis dahin noch nicht erlebt.“ So Hans Werner Richter in einem Interview 1982.  Heft 4 war Wolfgang Hildesheimer gewidmet, das fünfte enthielt zwölf Gedichte von Peter Huchel. Im Schuljahr darauf folgte eine vierseitige Reportage in der vom bayerischen Kultusministerium herausgegebenen Zeitschrift „schule & wir“ mit dem Titel „Wo Dichter in die Schule gehen“. Im dritten Schuljahr gab es dann fünf Lesungen: eine von Barbara König und je zwei von Reiner Kunze und Ernst Jandl.

### 1982–1985
Während der Gründer der Reihe Friedrich Denk an der Deutschen Schule London unterrichtete und dort die Londoner Lesehefte gründete, organisierten sechs Redakteure der Weilheimer Hefte – Gerhard Auers, Bernhard Grießhammer, Peter Lippert, Brigitte Schmieschek, Thomas Schröer und Friedrich Werner – in der „Literarischen Turnhalle“ neun Lesungen mit sieben Autoren: Walter Kempowski und Loriot mit je zwei Lesungen sowie Heinz Piontek, Hilde Spiel, Herbert Rosendorfer, Hermann Lenz und Hans Mayer.

### 1985–2004: 20 Schuljahre mit 71 Veranstaltungen
Nach der Rückkehr von Friedrich Denk erweiterte sich das Angebot: Es gab zwei Hefte zu bayerischen Lyrikern des Mittelalters und 1987 ein Heft und zwei Abende zu Lyrikern im Exil: aus Polen, Rumänien, Ungarn, der Sowjetunion und der Tschechoslowakei. Es gab Vorträge, z. B. von H.G. Adler über die Prager deutsche Literatur. Es gab zwei erfolgreiche Literaturkalender 1987 und 1988 (vgl. Wahrhaftige Leselust, im Börsenblatt 4/1988), und seit 1988 gibt es den von einer Schüler-Jury vergebenen Weilheimer Literaturpreis (s. u.). Neben den Lesungen, u. a. von Martin Walser, Adolf Muschg, Golo Mann, Michael Ende, Siegfried Lenz, Günter Grass, Wolf Biermann, Hans Magnus Enzensberger, Sarah Kirsch und Peter Bichsel, fanden Gedächtnisabende statt: an Eichendorffs 130. und Albrecht Haushofers 50. Todestag oder zu Hans Werner Richters 85. Geburtstag. Zum 20. Jubiläum wurden die „Weilheimer Bibliothek für junge Leser“ und ein Weilheimer Lesewettbewerb und eine große 20-Jahrfeier organisiert (s. u.). Und es gab fünf Lesungen in der Hochlandhalle mit 1100 Zuhörern: Peter Ustinov (zweimal), Gerhard Polt, Reinhold Messner und Mario Adorf (vgl. das Faltblatt „30 Jahre Literarische Turnhalle“).

### Seit 2004
Seit der Pensionierung von Friedrich Denk führen mehrheitlich jüngere Kolleginnen und Kollegen unter der Leitung von Christian Rühle das Projekt weiter; sie veranstalten literarische Veranstaltungen für die Unter- und Mittelstufe und für alle eine mit einem Weilheimer Heft vorbereitete Lesung pro Schuljahr: für Arnold Stadler, Robert Gernhardt, Katja Huber, Uwe Timm, Sten Nadolny, Mirjam Pressler, Peter Stamm, Nora Gomringer, Ingo Schulze, Michael Köhlmeier, Saša Stanišić, Zsuzsa Bánk und Vea Kaiser – und drei Preisverleihungen: für Wole Soyinka, Sten Nadolny und Nora Gomringer. Ein besonderer Höhepunkt war die vom Fernsehen aufgenommene 30-Jahrfeier „Lob der Literatur – Lob des Lesens“ am 22. April 2010 (s. u.).

## Weilheimer Literaturpreis
1986 entstand die Idee, eine Schüler-Jury unter den bis dahin 17 „Weilheimer“ Autorinnen und Autoren einen auswählen zu lassen, den sie „Gleichaltrigen in besonderer Weise empfehlen wollen“. Die Preissumme belief sich auf 12.000 DM, heute 7.500 Euro, der Preisträger bedankt sich mit einer „Rede an die Jugend“. Die erste Preisträgerin war 1988 Ilse Aichinger (Laudatio: Joachim Kaiser)(vgl. dazu „Eine Rose für die Juroren“, F.A.Z. 15. März 1988), der zweite 1991 Wolfgang Hildesheimer (Laudatio: Peter Horst Neumann), dann Gertrud Fussenegger (1993, Laudatio: Dieter Borchmeyer), Thomas Hürlimann (1995, Laudatio: Martin Walser), Reiner Kunze (1997, Laudatio: Arnold Vaatz), Loriot (1999, Laudatio: Joachim Kaiser), Siegfried Lenz (2001 in Hamburg, Laudatio: Helmut Schmidt), Rafik Schami (2003, Laudatio: Harald Weinrich). 2006 erhielt der afrikanische Nobelpreisträger Wole Soyinka in Berlin den Weilheimer Literaturpreis (Begrüßung: Hans Magnus Enzensberger, Laudatio: Bundespräsident Horst Köhler (vgl. Zu Gast bei Freunden, SZ 14. Juni 2006)). 2010 war Sten Nadolny Preisträger (Laudatio: Volker Weidermann) und 2015 Nora Gomringer (Laudatio: Pia Elisabeth Leuschner).

## Widerstand gegen die Rechtschreibreform
Zur Geschichte der Weilheimer Hefte gehört auch der Widerstand gegen die Rechtschreibreform, der von Friedrich Denk initiiert, von seinen Kollegen unterstützt und von fast allen „Weilheimer“ Autoren (und ihren Verlegern) getragen wurde. Sie waren die ersten Unterzeichner der durch das Flugblatt „Stoppt die überflüssige, aber milliardenteure Rechtschreibreform!“ vorbereiteten, auf der Buchmesse 1996 am 6. Oktober 1996 verkündeten Frankfurter Erklärung zur Rechtschreibreform, „deren Einführung Millionen von Arbeitsstunden vergeuden, jahrzehntelange Verwirrung stiften, dem Ansehen der deutschen Sprache und Literatur im In- und Ausland schaden und mehrere Milliarden DM kosten würde.“ Fünf dieser Autoren waren am 14. Oktober 1996 auf dem Titelbild des Spiegel abgebildet: Günter Grass als Fahnenträger (er hatte im Mai 96 zwei Lesungen in Weilheim gegeben), Martin Walser, Siegfried Lenz, Walter Kempowski und Hans Magnus Enzensberger. Mit ihrer Unterstützung gründete Denk die Initiative „WIR gegen die Rechtschreibreform“ und startete ein erstes Volksbegehren. Nur mit ihnen, u. a. mit Ilse Aichinger, Wulf Kirsten, Reiner Kunze, Loriot und Albert von Schirnding, war der Abend „Für die Einheit der Orthographie“ am 11.10.97 in der Weilheimer Stadthalle möglich, auch die ganzseitigen Anzeigen „Soll die Rechtschreibreform zurückgenommen werden?“ in sechs Zeitungen am 19. August 2000 und der Frankfurter Appell an die Kultusminister auf der Buchmesse 2004. Zur Buchmesse 2016 schließlich erschien eine Anthologie „Zwanzig Jahre Rechtschreibreform“ mit 30 Beiträgen zum Frankfurter Orthographie-Preis und einer „Frankfurter Erklärung nach 20 Jahren Rechtschreibreform“. Die sieben Preise (im Gesamtwert von 22.100 €) überreichte Mario Adorf.

## Die Weilheimer Bibliothek für junge Leser, die Weilheimer Lesewettbewerbe und die 20-Jahrfeier
1999 wurden 100 Autoren, Professoren und Künstler gebeten, drei Bücher zu nennen, „die sie jungen Lesern empfehlen“ möchten. Diese Weilheimer Bibliothek für junge Leser, die dank der Kester-Haeusler-Stiftung angeschafft werden konnte, wurde bei der 20-Jahrfeier mit einem Lesewettbewerb vorgestellt (vgl. Albert von Schirnding: Weilheim leuchtet, SZ 25.3.00, und „Weilheim Deutschlands heimliche Lesehauptstadt“, Passauer Neue Presse 25.3.00. Bei der 20-Jahrfeier lasen Ilse Aichinger, Hans Bender, Peter Bichsel, Dieter Borchmeyer, Gertrud Fussenegger, Thomas Hürlimann, Barbara König, Loriot, Albert von Schirnding und Guntram Vesper aus Werken der verstorbenen „Weilheimer“ Autoren Wolfgang Hildesheimer, Hermann Lenz, Golo Mann, Hans Werner Richter und Hilde Spiel.

## Das Weilheimer Heft 66: „30 Jahre Literarische Turnhalle“
Ein besonderer Höhepunkt war das 66. Weilheimer Heft mit dem Titel „30 Jahre Literarische Turnhalle, Weilheimer Anthologie 1980–2010, Vorwort: Hans Maier“. Dieses Heft mit 80 Seiten begleitete das 30. Jubiläum des Projekts und den 100. Abend der Reihe am 22. April 2010. Unter dem Motto „Lob der Literatur – Lob des Lesens“ wirkten elf Autorinnen und Autoren mit – Tankred Dorst, Hans Magnus Enzensberger, Thomas Hürlimann, Katja Huber, Reiner Kunze, Petra Morsbach, Sten Nadolny, Albert von Schirnding, Arnold Stadler, Guntram Vesper und Hubert Witt – sowie vier Professoren, welche, nach einem Grußwort von Wissenschaftsminister Wolfgang Heubisch, die Autoren einführten: Dieter Borchmeyer, Wolfgang Frühwald, Hans Maier und Reinhard Wittmann. Am Ende des Abends wurde die „Weilheimer Erklärung zur Zukunft des Lesens“ publiziert, unterzeichnet von 150 Autoren, Professoren, Verlegern, Journalisten, Schauspielern, Politikern u. a. (). Dieser Appell für das Lesen wurde mit 52 neuen Unterschriften noch einmal bei der „Matinee zum Lob des Lesens“ am 21. April 2013 im Münchner Literaturhaus vorgetragen.

## Wirkungen des Projekts „Weilheimer Hefte zur Literatur“
Die Fernsehsendung über die Lesung von H. W. Richter (s. o.) und die Artikel in „schule & wir“, dem Münchner Merkur, der SZ und der F.A.Z. machten das Projekt bekannt, siebenmal zwischen 1988 und 2004 wurde es auf der Frankfurter Buchmesse präsentiert. Die Wirkungen blieben nicht aus. Die Zahl der Lesungen an bayerischen Gymnasien nahm deutlich zu: Am Meranier-Gymnasium Lichtenfels gab es seit 1986 unter Berufung auf Weilheim 27 durch Lesehefte vorbereitete Autorenlesungen für die Schüler der Oberstufe, u. a. mit Reiner Kunze, Herta Müller, Martin Walser und Arnold Stadler (); am Schyren-Gymnasium Pfaffenhofen gab es zwischen 1987 und 2012, vorbereitet durch Hefte, zu 28 Lesungen (): von Martin Walser, Wolfdietrich Schnurre, Gertrud Fussenegger, Herta Müller u. a.  In Bad Aibling finden seit 1987 im Rahmen der „Bad Aiblinger Literaturtage“ regelmäßig Lesungen am Gymnasium statt. In Weißenburg gründete 1991 ein aus Weilheim kommender Deutschlehrer die „Weißenburger Lesehefte“: Heft 1 für Adolf Muschg, Heft 2 für Reiner Kunze. In Schondorf am Ammersee gründete ein Deutschlehrer 1998 die Reihe „litera-tour regional“ und ermöglichte damit Lesungen in drei Gymnasien, die erste Lesereise mit Reiner Kunze. Auch das Internationale Künstlerhaus Villa Concordia in Bamberg gab zwischen 2001 und 2006 eine Reihe „Oberfranken liest“ heraus (13 Hefte mit 48 – 68 Seiten, Auflage zwischen 1300 und 2000), um Lesungen von Guntram Vesper, Arnold Stadler, Petra Morsbach u. a. an verschiedenen Gymnasien vorzubereiten ().
Direkte „Ableger“ der Weilheimer Hefte waren drei von Friedrich Denk gegründete Projekte und ein Buch über die Vorzüge des Lesens. Von 1982 bis 1985 redigierte er die „Londoner Lesehefte“: für Wolfdietrich Schnurre, Ilse Aichinger, Hans Werner Richter, Martin Walser, Uwe Johnson (Gedächtnisabend mit Günter Grass, Michael Hamburger, Alan Sillitoe, Siegfried Unseld u. a. – mit einem Echo in 28 Zeitungen) und Friedrich Dürrenmatt, der, eingeführt von Cyril Cusack, zwei Lesungen vor 1400 Zuhörern gab. Das Projekt, begleitet von einem landesweiten Übersetzungswettbewerb für britische Schüler und Studenten, wurde dann bis 2012 mit jährlich einer Lesung fortgeführt, u. a. von Walter Kempowski, Günter Kunert, Christa Wolf, Peter Bichsel, Enzensberger, Grass, Wolf Biermann, Adolf Muschg, Hans Joachim Schädlich, Gerhard Polt und Peter Stamm. (Vgl. „Musentempel an der Themse, Dichterlesungen in der DS London mit landesweiter Resonanz“ in der Zeitschrift „Begegnung“ 2/84 und „Ein Botschafter der Dichter“, Hannoversche Allgemeine Zeitung 5.8.84). -
Noch größer war das Projekt „Lesebogen“ (1990 – 1999, heute noch in Murnau am Staffelsee), mit elf „Lesebogen“ (mit einer Auflage von meistens 9000), mit denen 106 Lesungen von Kunze, Kempowski, Dorst, Walser, Michael Ende, Gertrud Fussenegger, Peter Härtling, Hürlimann, Schami, Bichsel („Ich habe noch nie in Schulen eine so aufmerksame Zuhörerschaft gefunden, und es hat wirklich Spaß gemacht.“ 24.3.98) und Herbert Rosendorfer an acht bis zwölf Gymnasien in Südbayern, in Reichenbach im Vogtland, Greiz und Weimar vorbereitet wurden. (Vgl. Nachahmenswerte Lesebogen, Börsenblatt 5/1992) 1999 entzog das bayerische Kultusministerium Friedrich Denk die Unterstützung für dieses Projekt. In Kaufbeuren gab es dann noch acht durch einen „Kaufbeurer Lesebogen“ vorbereitete Lesungen: von Uwe Timm, Robert Gernhardt, Eckhard Henscheid u. a. Und am „Staffelsee-Gymnasium“ in Murnau gibt es seit 2000 19 „Murnauer Lesebogen“ und eine sehr gut besuchte Lesung im Jahr: u. a. von Wolf Biermann, Juli Zeh, Ilija Trojanow, Bernhard Schlink und Wladimir Kaminer. -
1998 gründete Denk noch ein Projekt, das er „Lesezeichen“ nannte: eine Seite DinA4 quer, zweimal gefaltet: mit einigen Texten eines Autors, mit Bio- und Bibliographie und einem Foto. Damit wurden Lesungen von Reiner Kunze an den Gymnasien in Mühldorf, Eggenfelden und Simbach im Frühjahr 1998 vorbereitet. Es folgten Lesungen von Gertrud Fussenegger, Thomas Hürlimann und Guntram Vesper. Die Deutschlehrer in Mühldorf setzten die Reihe mit Lesungen von Axel Hacke, Uwe Dick und Herbert Rosendorfer fort. Ebenfalls mit „Lesezeichen“ wurden am St.-Bonaventura-Gymnasium Dillingen sehr erfolgreiche Lesungen vorbereitet: von Guntram Vesper, Gertrud Fussenegger und Reiner Kunze. Allen Lesungen gemeinsam war, dass sie außerhalb des Unterrichts stattfanden. -
Als Pensionist schrieb Friedrich Denk als Summe seiner Erfahrungen das Buch „Wer liest, kommt weiter. Nachwort: Martin Walser“ (Gütersloh 2013) und hielt seither 75 Vorträge (), vor allem an Schulen, u. a. zum Thema „Warum Lesen die klügste Freizeitbeschäftigung ist“ oder „Lies – und werde reich!“ (). Seit 2020 befindet sich das Archiv der Weilheimer Hefte und ihrer Folgeveranstaltungen in der Bayerischen Staatsbibliothek. ()